# Daniela Alvarez
Daniela Alvarez (ur. 28 grudnia 1983 w Santa Cruz) – boliwijska tenisistka, reprezentantka kraju w Fed Cup.
Karierę tenisową rozpoczęła w 1998 roku, reprezentując kraj w rozgrywkach Fed Cup. Szczególne osiągnięcia odnotowała w grze podwójnej w zawodach rozgrywanych w 2007 roku, wygrywając wszystkie cztery mecze.
Uczestniczyła głównie w rozgrywkach rangi ITF, w których wygrała cztery turnieje w grze podwójnej.